# Midlifecrisis
De midlifecrisis is een psychologisch verzamelbegrip voor de psychologische ontwikkelingsfase van mensen met een leeftijd tussen ongeveer 40 en 65 jaar. Vaak wordt men op deze leeftijd geconfronteerd met zingevingsvraagstukken en wordt men daardoor uit balans gebracht. De term werd geïntroduceerd in 1965 door Elliott Jaques. Of de midlifecrisis als zodanig daadwerkelijk bestaat of dat het onderdeel is van andere psychologische problemen, is een onbeantwoorde vraag in het wetenschappelijke debat. Veel mensen die in onderzoek aangaven een midlifecrisis te hebben, bleken dit na onderzoek toch niet te hebben. De midlifecrisis wordt daarom ook vaak gezien als modeverschijnsel.

## Begrip
Op middelbare leeftijd maken veel mensen veranderingen door. De midlifecrisis wordt ervaren als een keerpunt in het leven waarop iemand wegrent voor zijn of haar ‘zelf’ die op de een of andere manier niet meer bij de persoon past. Vaak wordt aangegeven door mensen die een midlifecrisis ervaren, dat ze zich op de vlucht voelen voor schaduwen en demonen uit de jeugd en waar de persoon eigenlijk mee in het reine moet komen.
Een midlifecrisis wordt ervaren als een emotionele staat van twijfel en onrust, en kan zowel bij mannen als vrouwen voorkomen. Een persoon voelt zich oncomfortabel worden bij de gewaarwording dat zijn of haar leven half voorbij is. Het leidt over het algemeen tot een bezinning en zelfreflectie op wat men heeft gedaan met het leven tot dat moment. Vaak gaat het gepaard met gevoelens dat men niet genoeg heeft bereikt, in welke zin dan ook. Wie een midlifecrisis ervaart, klaagt vaak over verveling of afgestompt zijn met betrekking tot het werk, partner en sociale contacten. Men voelt een sterke aandrang om, soms ingrijpende, wijzigingen aan te brengen in deze levensgebieden. Er wordt nogal eens een koppeling gelegd met het levenslange proces van zelfactualisatie, een term die de psycholoog Abraham Maslow aan de top van zijn piramide plaatst. Een midlifecrisis duurt ongeveer 3 tot 10 jaar bij mannen en 1 tot 5 jaar bij vrouwen: deze periode verschilt per persoon en er bestaat zelfs twijfel over de vraag of ieder mens te maken krijgt met een midlifecrisis. Tijdens de middelbare leeftijd zijn er diverse factoren die de persoonlijke ontwikkeling beïnvloeden. Deze factoren zijn onder andere: werk en carrière, huwelijk en (buiten)echtelijke relaties, het volwassen worden van de kinderen en fysieke veranderingen die gepaard gaan met het ouder worden.
Iemand in een midlifecrisis pakt zijn of haar problemen niet aan maar ontvlucht ze door het huidige leven te verlaten. Daarin liggen immers de problemen, zo meent hij of zij, en wanneer er een nieuw leven gestart wordt, zullen ook de problemen verdwijnen (in werkelijkheid wordt de onvrede echter meegenomen). Alles moet daarom veranderen, vindt hij of zij. Alles wat doet denken aan het huidige leven wordt als 'fout' ervaren. De partner, gezin, vrienden, werk en uiterlijk doen allemaal denken aan dat huidige leven. Het is iets dat hij of zij wil ontvluchten. Het wordt als verstikkend ervaren. Omdat iemand in een midlifecrisis geen verantwoordelijkheden meer wil, wordt er vaak afstand gedaan van de woning, de partner en (soms ook) de kinderen.

## Kenmerken
Wie het gevoel heeft in een midlifecrisis te zitten, geeft vaak een aantal kenmerken aan. Deze kenmerken zijn onder andere: een zoektocht naar een niet nader bepaald levensdoel of een vage droom, een sterke behoefte om zich (weer) jong en vitaal te voelen, het aanschaffen van ongebruikelijke of kostbare zaken (kleding, een racefiets, een snelle of dure auto of motorfiets, juwelen), het extra aandacht schenken aan fysieke kenmerken, plotseling en soms irrationeel bepaalde ingrijpende beslissingen in het leven nemen, de behoefte om meer tijd alleen door te brengen of juist met bepaalde vrienden of vriendinnen.

## In de media
De midlifecrisis is een regelmatig terugkerend onderwerp in films en televisieseries. Met name komedies en sitcoms maken dankbaar gebruik van de vele stereotypen die rond de midlifecrisis bestaan, zoals mannen van middelbare leeftijd die zich opeens weer gaan gedragen als tieners. Ze kopen nieuwe auto's of gaan weer op vrouwenjacht.

## In het dierenrijk
Bij chimpansees en orang-oetans werd in 2012 een gelijkaardig fenomeen vastgesteld. Net als bij mensen vormt het welbevinden van die mensapen een U-vorm: hoog in het begin en het einde van het leven, lager in het midden.